# Piezodorus lituratus
Espèce
Piezodorus lituratus, la punaise ponctuée ou punaise des genêts, est une espèce d'insectes du sous-ordre des hétéroptères (punaises).

## Description
Certaines parties du corps sont colorées d'un rouge variable qui s'efface pendant l'hiver ; le dessus est toujours nettement ponctué.

## Biologie
Piezodorus lituratus se trouve principalement sur les genêts et les ajoncs.

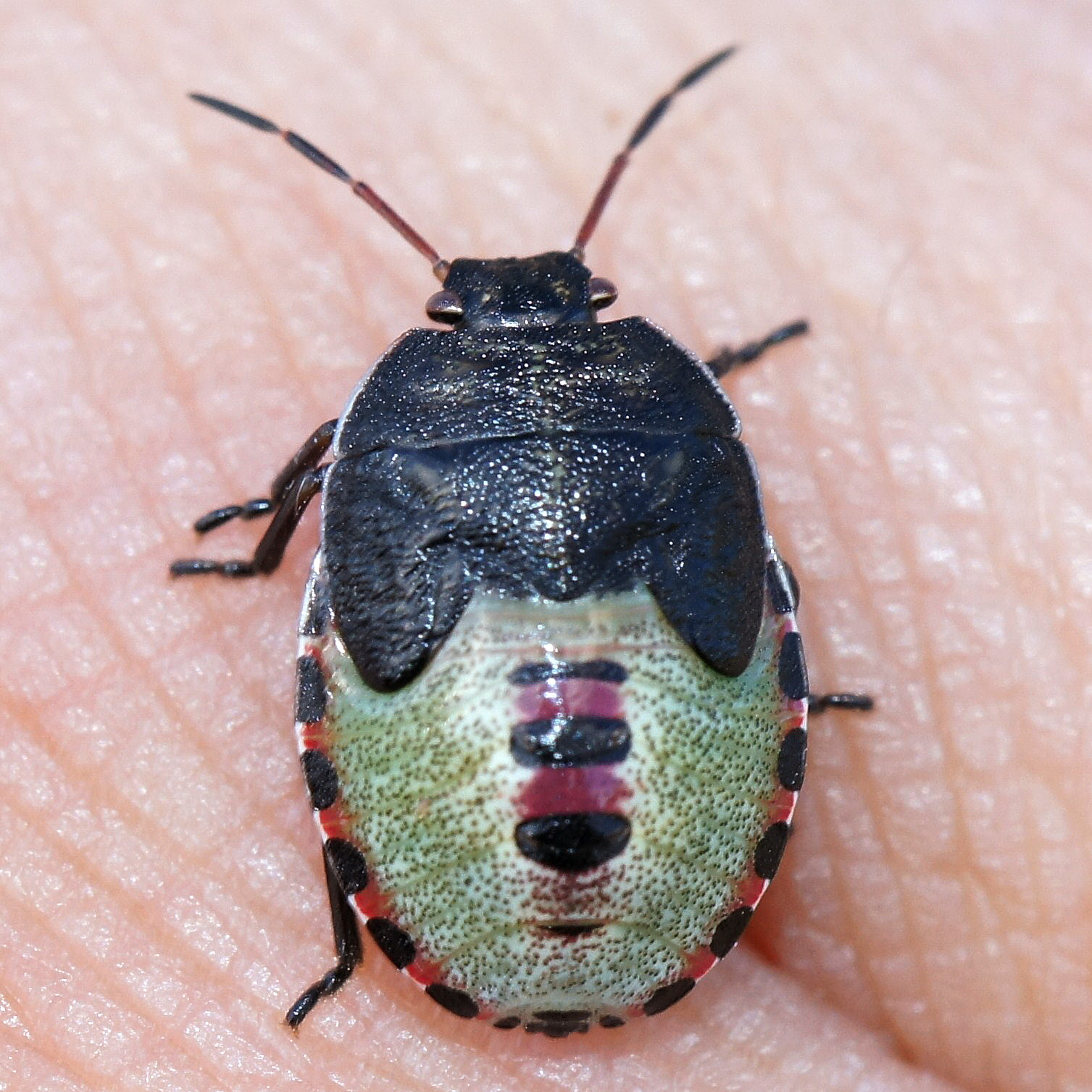
Nymphe, dernier stade.
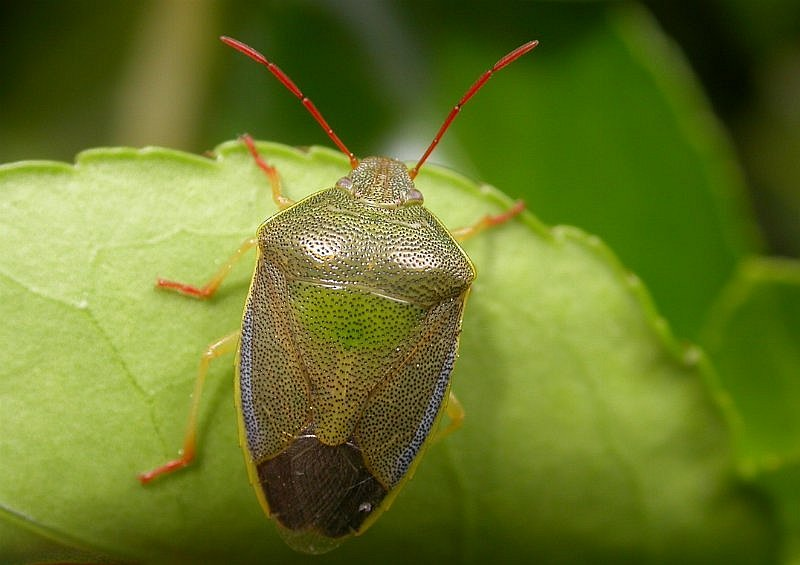
Adulte reverdissant après hivernage.